# Европско првенство у атлетици у дворани 1986 — скок увис за жене
Такмичење у скоку увис у женској конкуренцији на 17. Европском првенству у атлетици у дворани 1986. године одржано је 22. фебруара. у Палати спортива Покрајине Мадрид у Мадриду, (Шпанија). 
Титулу европске првакиње освојену на Европском првенству у дворани 1985. у Пиреју није бранила Стефка Костадинова из Бугарске.

## Земље учеснице
Учествовалло је 10 такмичарки из 9 земаља.
1. Бугарска (1)
2. Источна Немачка (2)
3. Француска (2)
4. Уједињено Краљевство (1)
5. Италија (1)
6. Пољска (1)
7. Совјетски Савез (1)
8. Шпанија (1)
9. Шведска (2)

## Рекорди
| Рекорди пре почетка Европског првенства у дворани 1986.     | Рекорди пре почетка Европског првенства у дворани 1986. | Рекорди пре почетка Европског првенства у дворани 1986. | Рекорди пре почетка Европског првенства у дворани 1986. | Рекорди пре почетка Европског првенства у дворани 1986. | Рекорди пре почетка Европског првенства у дворани 1986. |
| ----------------------------------------------------------- | ------------------------------------------------------- | ------------------------------------------------------- | ------------------------------------------------------- | ------------------------------------------------------- | ------------------------------------------------------- |
| Светски рекорд у дворани                                    | Тамара Бикова                                           | Совјетски Савез                                         | 2.03                                                    | Будимпешта, Мађарска                                    | 6. март 1983                                            |
| Европски рекорд у дворани                                   | Тамара Бикова                                           | Совјетски Савез                                         | 2.03                                                    | Будимпешта, Мађарска                                    | 6. март 1983                                            |
| Рекорди европских првенстава у дворани                      | Тамара Бикова                                           | Совјетски Савез                                         | 2.03                                                    | Будимпешта, Мађарска                                    | 6. март 1983                                            |
| Најбољи светски резултат сезоне у дворани                   | Габријела Гинц                                          | Источна Немачка                                         | 1,98                                                    | Берлин, Немачка                                         | 26. јануар 1986.                                        |
| Најбољи европски резултат сезоне у дворани                  | Габријела Гинц                                          | Источна Немачка                                         | 1,98                                                    | Берлин, Немачка                                         | 26. јануар 1986.                                        |
| Рекорди после завршеног Европског првенства у дворани 1986. |                                                         |                                                         |                                                         |                                                         |                                                         |
| Нових рекорда није било.                                    |                                                         |                                                         |                                                         |                                                         |                                                         |

## Освајачи медаља
|                               |                                |                                 |
| Андреа Биниас Источна Немачка | Габријела Гинц Источна Немачка | Лариса Косицина Совјетски Савез |

## Резултати
| Пласман | Атлетичарка          | Земља                | Резултат | Белешка |
| ------- | -------------------- | -------------------- | -------- | ------- |
|         | Андреа Биниас        | Источна Немачка      | 1,97     |         |
|         | Габријела Гинц       | Источна Немачка      | 1,94     |         |
|         | Лариса Косицина      | Совјетски Савез      | 1,94     |         |
| 4.      | Дајана Дејвис        | Уједињено Краљевство | 1,90     |         |
| 5.      | Мариз Еванже Епе     | Француска            | 1,90     |         |
| 5.      | Алесандра Фосати     | Италија              | 1,90     |         |
| 7.      | Светлана Исајева     | Бугарска             | 1,85     |         |
| 8.      | Сузане Лоренсон      | Шведска              | 1,85     |         |
| 9.      | Уршула Кјелан        | Пољска               | 1,86     |         |
| 9.      | Уршула Сузана Нилсон | Шпанија              | 1,85     |         |

## Укупни биланс медаља у скоку увис за жене после 17. Европског првенства у дворани 1970—1986.
|     | Земља           |    |    |    |    |
| --- | --------------- | -- | -- | -- | -- |
| 1.  | Источна Немачка | 5  | 5  | 2  | 12 |
| 2.  | Италија         | 4  | 0  | 0  | 4  |
| 3.  | Западна Немачка | 2  | 3  | 1  | 6  |
| 4.  | Бугарска        | 2  | 0  | 1  | 3  |
| 5.  | Совјетски Савез | 1  | 2  | 1  | 4  |
| 6.  | Чехословачка    | 1  | 1  | 2  | 4  |
| 6.  | Мађарска        | 1  | 1  | 2  | 4  |
| 8.  | Аустрија        | 1  | 0  | 0  | 1  |
| 9.  | Пољска          | 0  | 2  | 5  | 7  |
| 10. | Француска       | 0  | 2  | 1  | 3  |
| 11. | Румунија        | 0  | 1  | 1  | 2  |
| 12. | Холандија       | 0  | 0  | 1  | 1  |
|     | Укупно {12}     | 17 | 17 | 17 | 51 |

|     | Атлетичарка       | Земља           |   |   |   |   |
| --- | ----------------- | --------------- | - | - | - | - |
| 1.  | Сара Симеони      | Италија         | 4 | 0 | 0 | 4 |
| 2.  | Роземари Акерман  | Источна Немачка | 3 | 0 | 0 | 3 |
| 3.  | Улрике Мејфарт    | Западна Немачка | 2 | 1 | 1 | 4 |
| 4.  | Милада Карбанова  | Чехословачка    | 1 | 1 | 2 | 4 |
| 5.  | Андреа Биенас     | Источна Немачка | 1 | 1 | 0 | 2 |
| 5.  | Андреа Матаи      | Мађарска        | 1 | 1 | 0 | 2 |
| 6.  | Рита Шмит         | Источна Немачка | 1 | 0 | 2 | 3 |
| 7.  | Јорданка Благоева | Бугарска        | 1 | 0 | 1 | 2 |
| 9.  | Рита Гилдемајстер | Источна Немачка | 0 | 2 | 0 | 2 |
| 9.  | Бригите Холцапфел | Западна Немачка | 0 | 2 | 0 | 2 |
| 10, | Уршула Кјелан     | Пољска          | 0 | 1 | 3 | 4 |
| 11. | Мариз Еванже Епе  | Француска       | 0 | 1 | 1 | 2 |
| 11. | Корнелија Попеску | Румунија        | 0 | 1 | 1 | 2 |
| 11. | Лариса Косицина   | Совјетски Савез | 0 | 1 | 1 | 2 |
| 14. | Данута Булковска  | Пољска          | 0 | 0 | 2 | 2 |